# Sedini
Sedini är en ort och kommun i provinsen Sassari i regionen Sardinien i Italien. Kommunen hade 1 334 invånare (2017).